# Hadronyche infensa
Hadronyche infensa är en spindelart som först beskrevs av Hickman 1964.  Hadronyche infensa ingår i släktet Hadronyche och familjen Hexathelidae. Inga underarter finns listade i Catalogue of Life.